# Мій син — фізик
«Мій син — фізик» (англ. My Son, the Physicist) — науково-фантастичне оповідання американського письменника  Айзека Азімова, вперше надруковано у лютому 1962 журналом «Scientific American». Увійшло до збірки «Прихід ночі та інші історії» (Nightfall and Other Stories) (1969).

## Сюжет
Геральд Кремона — інженер космічного зв'язку в НАСА. Він упіймав тривожне повідомлення з Плутона від космічної експедиції, відправленої до Ганімеда. Він хоче отримати від свого керівника доступ до Мультивака, щоб сформулювати найбільш адекватні радіо-повідомлення для експедиції. Таким чином він хоче зменшити кількість циклів запитань і відповідей, оскільки кожне повідомлення мандруватиме аж 6 годин.
Мати Геральда несподівано провідує його і втручається в розмову. Вона пропонує не очікувати відповіді на поставлені запитання, а обом сторонам безперервно повідомляти всю інформацію, яку можна вважати корисною для іншої сторони.
На запитання вражених науковців, вона повідомляє, що жінки під час розмов завжди говорять без упину, що дозволяє обмінятись всією інформацією використовуючи мінімум запитань.